# Spider's Web - La tela del ragno
Spider's Web - La tela del ragno (Spider's Web) è un film thriller/erotico del 2002, diretto da Paul Levine e interpretato da Stephen Baldwin e Kari Wührer.

## Trama
Lauren Bishop, un'intraprendente dirigente ai vertici dell'alta finanza, incontra l'astuto uomo d'affari Clay Harding, figlio del proprietario dell'azienda in cui lavora, in un incontro di lavoro e ne rimane sedotta.
Dopo aver avuto rapporti sessuali intensi, decidono di deviare i soldi dell'azienda (40 milioni di dollari) in una banca svizzera. Mentre la truffa elaborata viene messa in atto e la loro relazione carica di erotismo raggiunge un punto di ebollizione, cominciano a mettere in discussione le intenzioni l'uno dell'altra.
Man mano che i colpi si accumulano, un gioco di frodi tra loro farà un vincitore e un perdente.

## Riprese
Il film è stato girato nel 2001 a Los Angeles, California.

## Budget
Il film è costato un milione di dollari.

## Distribuzione
Spider's Web - La tela del ragno è uscito per la prima volta negli Stati Uniti il 12 novembre 2002, e in Giappone il 18 dicembre dello stesso anno. Nel 2003 è stato distribuito in versione DVD in Germania, Spagna, Ungheria, Olanda e Norvegia, e negli anni seguenti in altre parti del mondo (sia in versione video che DVD).